# Chroomzuur-element

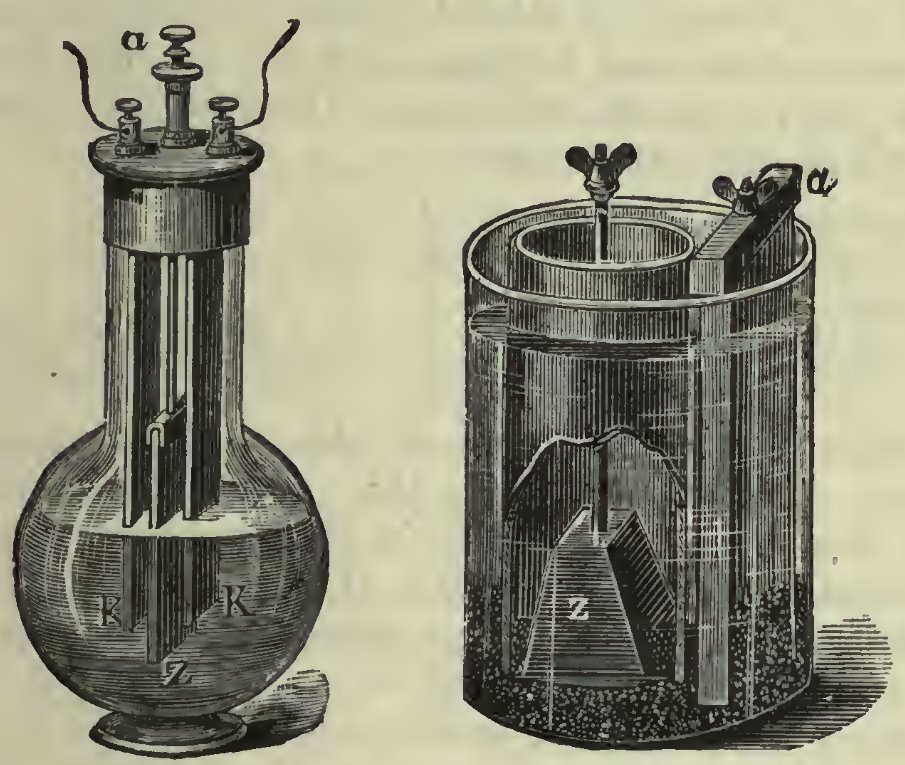
Chroomzuur-element

Het chroomzuur-element was een galvanisch element dat chroomzuur gebruikte als depolarisator. Het chroomzuur werd gewoonlijk aangemaakt door het aanzuren (met zwavelzuur) van een kaliumdichromaat-oplossing. De oude naam van kaliumdichromaat was kaliumbichromaat en het element werd vaak aangeduid als het bichromaat-element.

## Constructie
De hoofdonderdelen van het element zijn:
- Anode, zink
- Elektrolyt, verdund zwavelzuur
- Depolarisator, chroomzuur
- Kathode, koolstof

Het element werd in twee uitvoeringen gemaakt; het Poggendorff-element die één gemengde oplossing gebruikte en het Fuller-element die twee gescheiden oplossingen gebruikte. Beide uitvoeringen leverden een bronspanning rond de 2 volt.

### Poggendorff-element
Deze door Johann Christian Poggendorff bedachte element bestond uit een glazen fles met een lange nek met een zinken plaat die tussen twee koolstof platen was geplaatst. De elektrolyt en de depolarisator waren gemengd. Dit mengsel lost het zink ook op wanneer het element niet gebruikt werd.
Daarom was een mechanisme aangebracht dat de zinken elektrode uit de oplossing trok en het in de flessenhals bewaarde.

### Fuller-element
Dit element bestond uit een glazen of geglazuurde aardewerken pot met daarin de koolstof kathode ondergedompeld in de oplossing van zwavel- en chroomzuur. In dit mengsel was een poreuze aardewerken pot aangebracht, gevuld met de verdunde oplossing zwavelzuur, de zinken anode en een kleine hoeveelheid kwik. Het kwik vormde een amalgaam met het zink en reduceerde "lokale reducties", het ongewenst oplossen van het zink wanneer het element niet gebruikt werd.